# Tenón de Siracusa
Tenón (en griego Θινιὸν; ... - Siracusa, 276 a. C.) fue el tirano de Siracusa 279-277 a. C.
Hijo de Mammeo, Tenón fue uno de los promotores de exilio de Hicetas. Tomó el poder, junto con Sosístrato, con quien, en un principio, lo compartió de forma pacífica. Ambos se apoyaron en un ejército de unos 10.000 mercenarios. Pronto, sin embargo, los dos entraron en conflicto, y provocaron una guerra civil que dividió la ciudad entre Ortigia (en manos de Tenón) y el continente (en manos de Sosístrato).
Tenón probablemente fue derrotado por Sosístrato, que conquistó gran parte del sur de Sicilia, hasta Agrigento. Aprovechando la situación de guerra civil, los cartagineses se sumaron al conflicto siracusano y sitiaron la ciudad por tierra y por mar. La situación se volvió tan crítica que las dos facciones pidieron la ayuda de Pirro, rey de Epiro, al que entregaron la ciudad y el ejército, garantizándole también la ayuda de otras ciudades sicilianas.
Después de haber firmado un acuerdo con Sosístrato gracias a la mediación de Pirro, fue designado superintendente para la defensas del territorio, mientras que Sosístrato obtuvo el cargo de comandante de los contingentes mercenarios. En contra de la continuación de la guerra con Cartago y el proyecto de una expedición en África, los ex-tiranos se rebelaron contra la autoridad del gobierno epirota y por esto fue depuesto y ejecutado.
| Predecesor: Hicetas II | Tirano de Siracusa Junto con Sosístrato 279 a. C. – 277 a. C. | Sucesor: Gobierno epirota El cargo volvió a ser ostentado en 275 a. C. por Hierón II |